# خواكين سانشيز

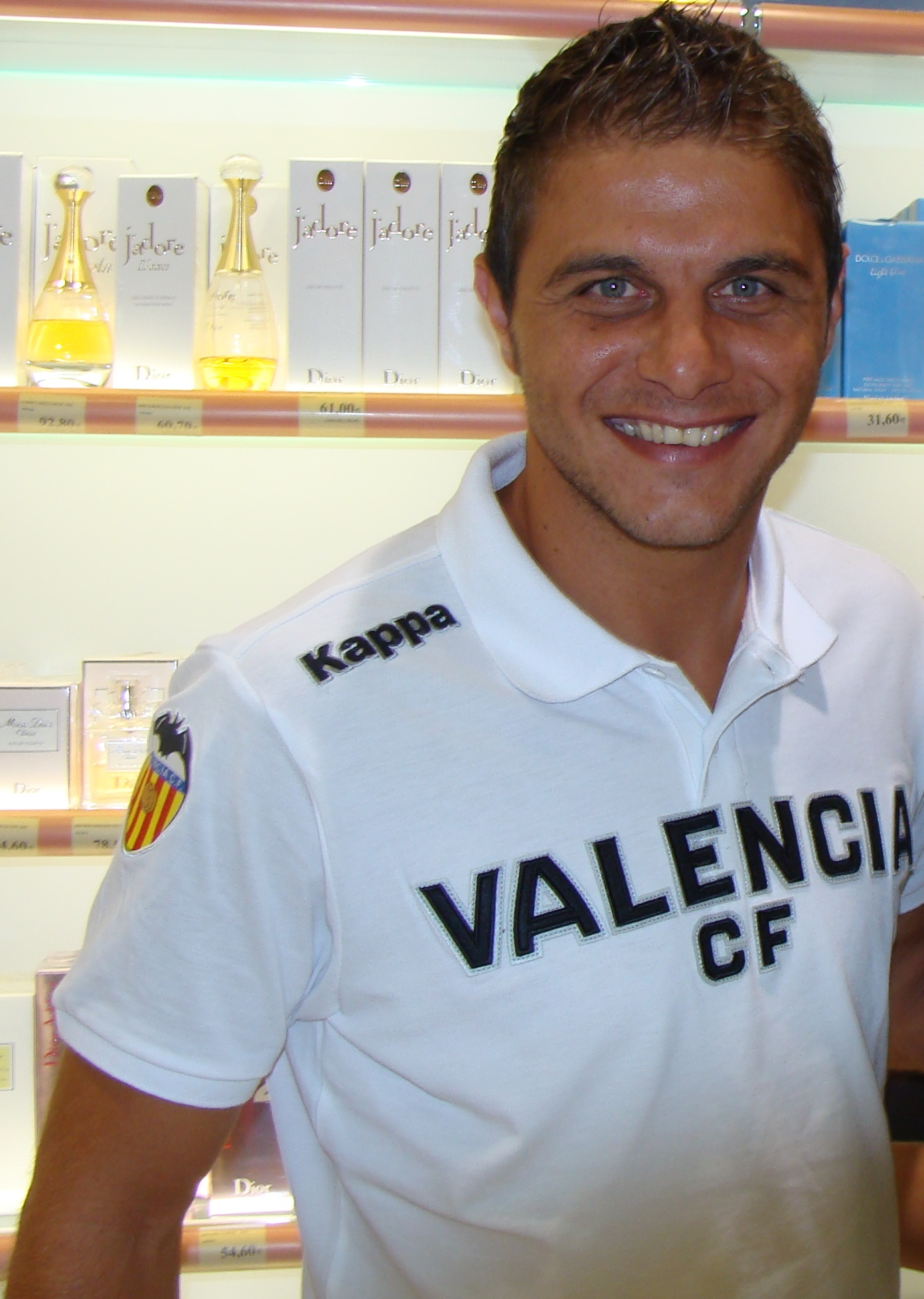
خواكين سانشيز

خواكين سانشيز رودريغيز (بالإسبانية: Joaquín Sánchez Rodríguez)‏، من مواليد 21 يوليو 1981 في إلبويرتو دي سانتا ماريا بمقاطعة قادس في إسبانيا، لاعب كرة قدم إسباني.
بدأ مسيرته الكروية مع نادي ريال بيتيس في عام 1999، ولعب معهم حتى عام 2006، وشارك معهم في 181 مباراة وسجل 29 هدف، وفي عام 2006 انتقل إلى نادي نادي فالنسيا. وفي صيف 2012 انتقل إلى نادي ملقا. وفي عام 2013 انتقل إلى الكالتشيو الإيطالي وتحديدا إلى نادي فيورنتينا وفي صيف 2015 عاد إلى ناديه الأم ريال بيتيس لينهي مسيرته الكروية هناك.
و قد بدأ باللعب مع منتخب إسبانيا لكرة القدم في عام 2002 إلى غاية 2007.
وفي موسم 2022–23 أعلن اعتزاله لعب كرة القدم نهائياً.

## البداية مع ريال بيتيس
بدأ النجم الأسباني خواكين سانشيز مسيرته الكرويّة في نادي ريال بيتيس B أي للناشئين وقد انضم إليهم لأول مرة في موسم 1999 / 2000 حيث كان يبلغ من العمر 19 سنة، تمكن خواكين في تلك السنة من أن يشارك في 26 مباراة سجّل خلالها هدفين فقط، وفي موسمه التالي مع ريال بيتيس انضم للفريق الأول الذي كان يلعب في الدرجة الثانية من الدوري الأسباني في ذلك الوقت وخلال مشاركته مع الفريق تمكّن خواكين من تسجيل ثلاثة أهداف خلال 38 مباراة لعبها مع ريال بيتيس، واستطاع البروز مع الفريق، في الموسم التالي موسم 2001 / 2002 عاد فريق ريال بيتيس إلى الدوري الإسباني الدرجة الأولى بقيادة خواكين، واستطاع خواكين في هذا الموسم من صناعة تسعة أهداف لفريقه ريال بيتيس، وتمكن من تسجيل أربعة أهداف خلال هذا الموسم الذي شارك فيه في أكثر من 15 مباراة، في الموسم التالي تمكن خواكين من المشاركة في أكثر من 30 مباراة خلال الموسم كاملا ً مع ريال بيتيس واستطاع من تسجيل 11 هدف وصناعة 12 هدف، وواصل خواكين تألقه مع بيتيس.
في موسم 2003 / 2004.تمكن خواكين من قيادة فريقه لمراكز أكثر تقدما ً في الليغا، ولكن في البطولات الأخرى لم يكن هناك تألق كبير خصوصا ً في بطولة كأس ملك إسبانيا، ولكن الأهم من هذا، هو أن ّ خواكين على جميع البطولات تمكّن من تسجيل 8 أهداف وصنع في المباريات التي شارك فيها مع ريال بيتيس 12 هدفا ً، وتمكن خواكين من أن يكون أحد الركائز المهمة في الفريق الأندلسي ريال بيتيس والذي قام بـ تطويره كثيرا ً عكس المواسم الماضية التي كان فيها الفريق في الدرجة الثانية أو في مراكز متأخرة.
في الموسم التالي موسم 2004 / 2005، حان موعد خواكين وإخراج ما لم يخرجه سابقا ً بتشكيل ثنائي أكثر من رائع مع المهاجم البرازيلي ريكاردو أوليفيرا، خواكين تمكن في هذا الموسم من رفع كأس ملك أسبانيا بعد الفوز بنتيجة 2 / 1 على أوساسونا حيث أن خواكين تمكن من التسجيل في الوقت بدل الضائع التي وضعها الحكم في الشوط الثاني وقاد فريقه للفوز بالبطولة، وفي هذا الموسم تمكن خواكين من قيادة فريقه للتأهل لتصفيات بطولة دوري أبطال أوروبا موسم 2005 / 2006، واستطاع خلال هذا الموسم وفي آخر المباريات من أن يقود فريقه للمركز الرابع بـ 62 نقطة مقابل 61 نقطة لـ إسبانيول، صنع في هذا الموسم خواكين 15 هدف وسجل خمسة أهداف.
في موسمه الأخير مع ريال بيتيس، تمكن خواكين مع رفاقه من الخروج من الدور الأول من بطولة دوري أبطال أوروبا حيث كانت تلك المجموعة من الصعب التأهل فيها حيث كانت تضم كل من تشلسي وليفربول الإنجليزيين ونادي أندرلخت البلجيكي، خواكين تمكّن في هذا الموسم من صناعة 9 أهداف وسجّل ثلاثة أهداف في الموسم كاملا ً، والأهم ّ من هذا قد شارك في مواسمه الخمسة في الليغا الأسباني مع ريال بيتيس في 180 مباراة سجّل خلالها 29 هدفا ً، وبعد ذلك في صيف 2006 انتقل خواكين إلى فالنسيا ليواصل مشواره في الليغا.

## مواصلة المشوار، في فالنسيا
انتقل خواكين سانشيز نجم المنتخب الأسباني إلى نادي فالنسيا مقابل 25 مليون يورو، انتقل إلى هناك فواصل المشوار. وفي أول لقاء له ضد ناديه السابق والذي كان ذلك في 28 يناير 2007 واستقبل استقبالا ً رائعا ً من قبل الجماهير الأندلسية جماهير فريق ريال بيتيس، والجدير بالذكر أن اللقاء انتهى بـ نتيجة 2 / 1 لـ صالح فالنسيا. في أولى مواسمه مع فالنسيا تمكّن خواكين من أن يسجّل خمسة أهداف ويصنع خمسة أهداف ويشارك في 45 لقاء وكان ذلك في جميع البطولات التي شارك فيها مع فالنسيا.

## انتقاله إلى ملقا
في عام 2011 أكمل اللاعب خواكين انتقاله إلى نادي ملقا وساهم معهم للتأهل إلى دوري أبطال أوروبا، وفي الموسم الثاني له مع ملقا ساهم خواكين بقيادة المدرب التشيلي مانويل بيلغريني قيادة الفريق إلى ربع نهائي دوري أبطال أوروبا والذي كان نادي ملقا قريبا جدا من التأهل إلى نصف النهائي ولكن دورتموند قلب الطاولة في الدقائق الأخيرة في مباراة مجنونة هي مباراة إياب ربع نهائي دوري أبطال أوروبا في موسم 2012/2013 والذي سجل خواكين هدف في تلك المباراة، لعب لملقا 57 مباراة وسجل 6 أهداف.

## فيرونتينا
في صيف 2013 بدأ خواكين تجربة الاحتراف خارج إسبانيا وانتقل إلى نادي فيرونتينا الإيطالي.
وعاد إلى فريق الام فريقة السابق ريـال بيتيس.

## مع المنتخب الإسباني
لعب خواكين مع المنتخب الإسباني لمدة 5 مواسم من عام 2002 إلى غاية 2007، ولك يكن مستوى خواكين مع المنتخب الإسباني مثل مستواه مع الأندية مثل ريال بيتيس وفالنسيا ففد لوحظ تراجع كبير في المستوى مع المنتخب الإسباني.
خواكين سانشيز تمكن من أن يكون ضمن تشكيلة المنتخب الأسباني المستدعاة لكأس العالم 2002 التي أقيمت في كوريا واليابان، وقد خرج المنتخب الأسباني من الدور الثاني، وكذلك تم استدعائه لـ تشكيلة الماتادور الأسباني ليورو 2004 التي أقيمت في البرتغال، وكذلك تم إستدعاءه لبطولة كأس العالم 2006 التي أقيمت في ألمانيا والذي خرج فيها المنتخب الأسباني على يد المنتخب الفرنسي في المباراة التي انتهت بـ نتيجة 3-1 لصالح المنتخب الفرنسي في إطار دور الـ 16 من كأس العالم.
وقد لعب للمنتخب الإسباني في 42 لقاء سجل خلالهم 4 أهداف فقط.

## الإنجازات
ريال بيتيس
- كأس ملك أسبانيا: 2004–05، 2021–22
- أفضل مخترق(مراوغ ) في الدوري الإسباني 2002

## روابط خارجية
- خواكين سانشيز على موقع IMDb (الإنجليزية)
- خواكين سانشيز على موقع الاتحاد الدولي (مؤرشف)  (الإنجليزية)
- خواكين سانشيز على موقع الاتحاد الأوربي (الإنجليزية)
- خواكين سانشيز على موقع قاعدة بيانات كرة القدم.إي يو (الإنجليزية)
- خواكين سانشيز على موقع بيانات كرة القدم. دي إي (الألمانية)
- خواكين سانشيز على موقع ليكيب (الفرنسية)
- خواكين سانشيز على موقع ناشيونال فوتبول تيمز (الإنجليزية)
- خواكين سانشيز على موقع Soccerbase.com (لاعب) (الإنجليزية)
- خواكين سانشيز على موقع Soccerway.com (الإنجليزية)
- خواكين سانشيز على موقع عالم كرة القدم.نت (الإنجليزية)
- خواكين سانشيز على موقع AS.com (الإسبانية)